# Huanglong
Huanglong (en chino tradicional, 黃龍; en chino simplificado, 黄龙; pinyin, Huánglóng) es una región de interés panorámico e histórico de Huanglong en el área del condado de Songpan en la parte noroeste de la provincia de Sichuan, China. Está situada en la parte sur de las montañas Minshan, a 150 km al nornoroeste de la capital Chengdu. Se conoce la zona por sus vistosas terrazas formadas por depósitos de calcita, sobre todo en Huanglongou ('el Camino del Dragón Amarillo'), así como diversos ecosistemas forestales, picos coronados de nieve, cascadas y fuentes termales. Huanglong es también el hábitat de varias especies en vías de extinción, como el panda gigante y el mono dorado sichuan de nariz chata.
Huanglong fue declarado como Patrimonio de la Humanidad por la Unesco en el año 1992 y reserva de la biosfera en 2000.

## Galería fotográfica

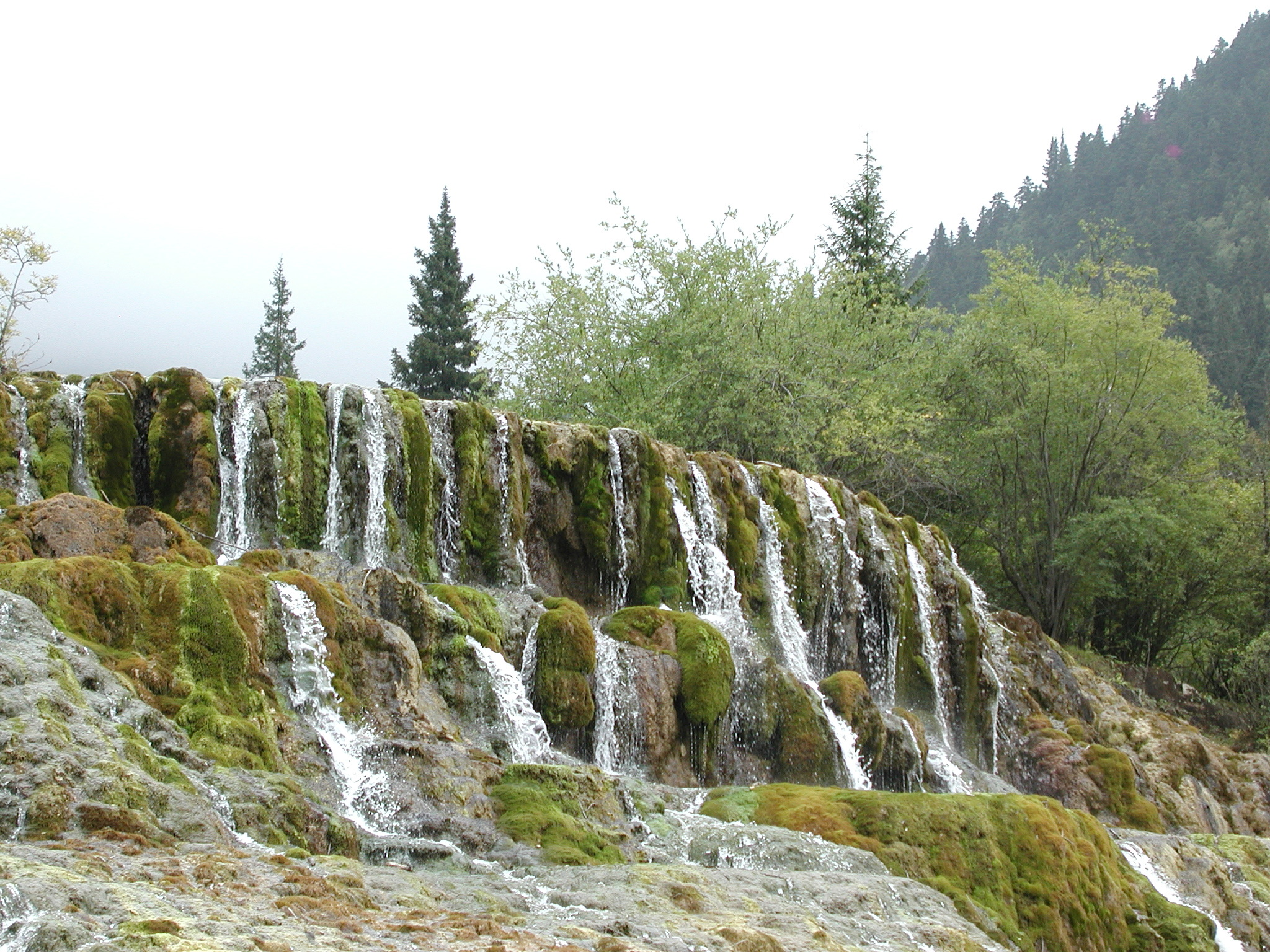
Cascadas de Huanglong.
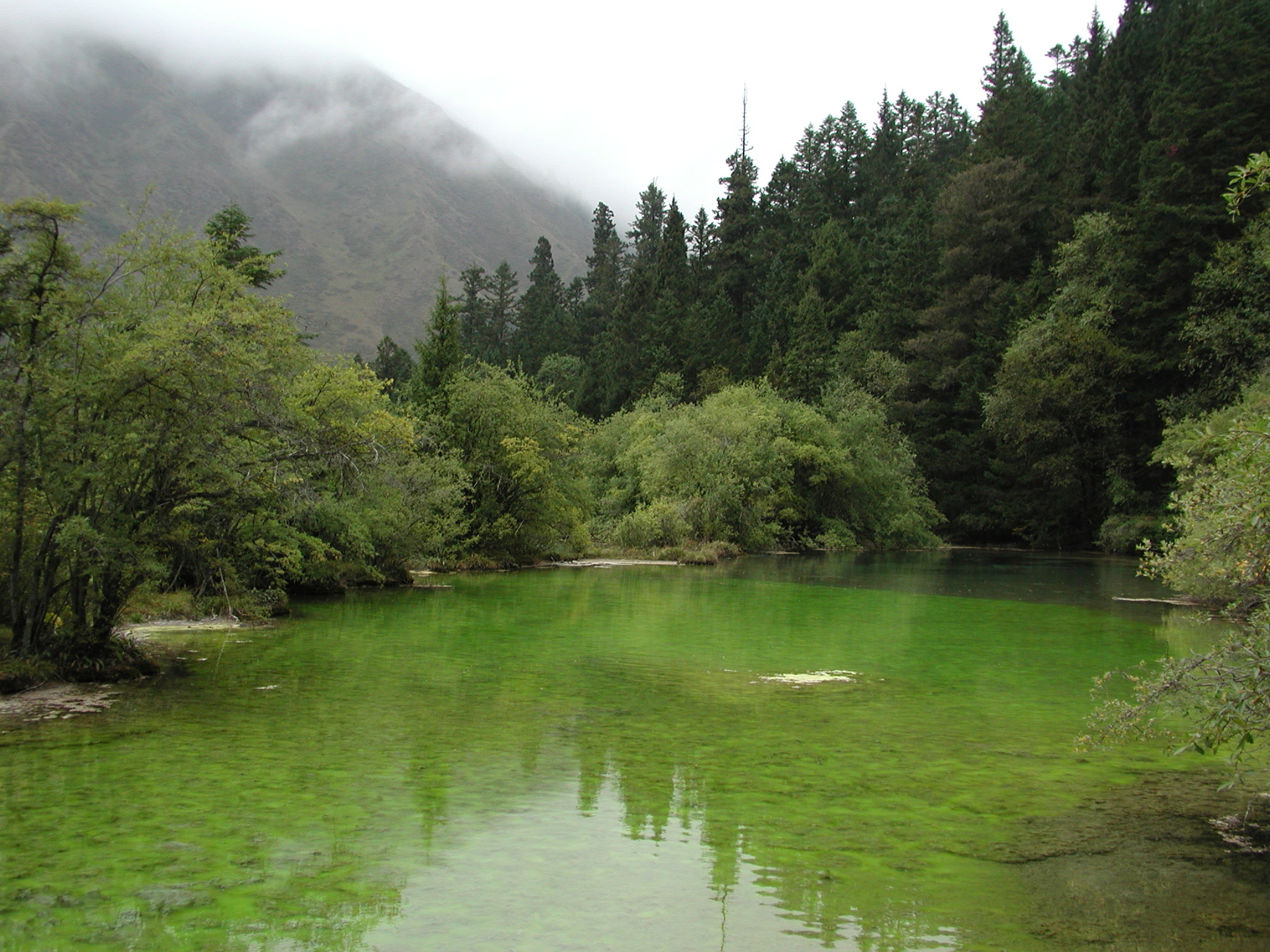
Paisaje natural en Huanglong.
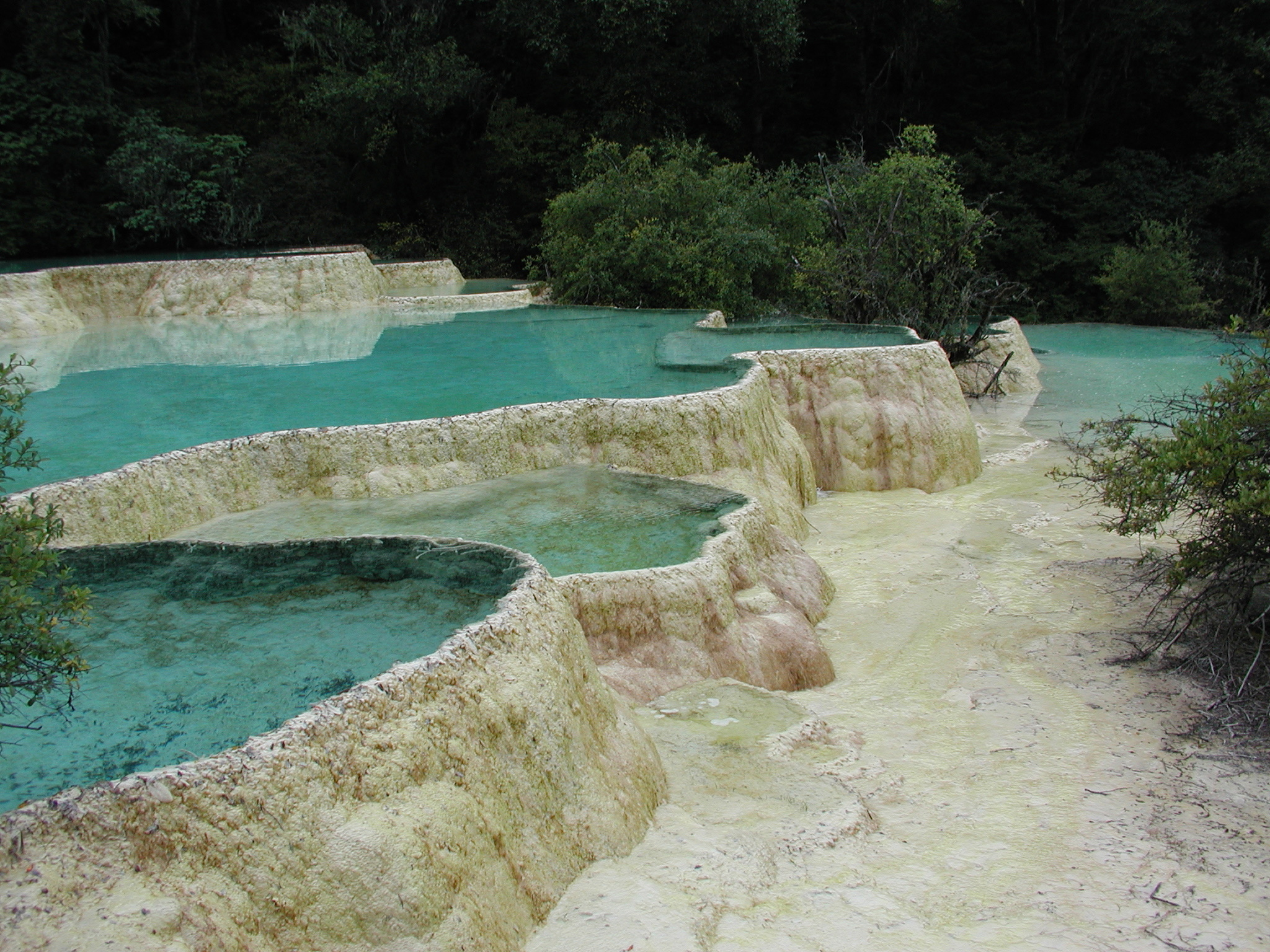
Vistosas terrazas de caliza.